# Jelena Grigorjewna Masanik

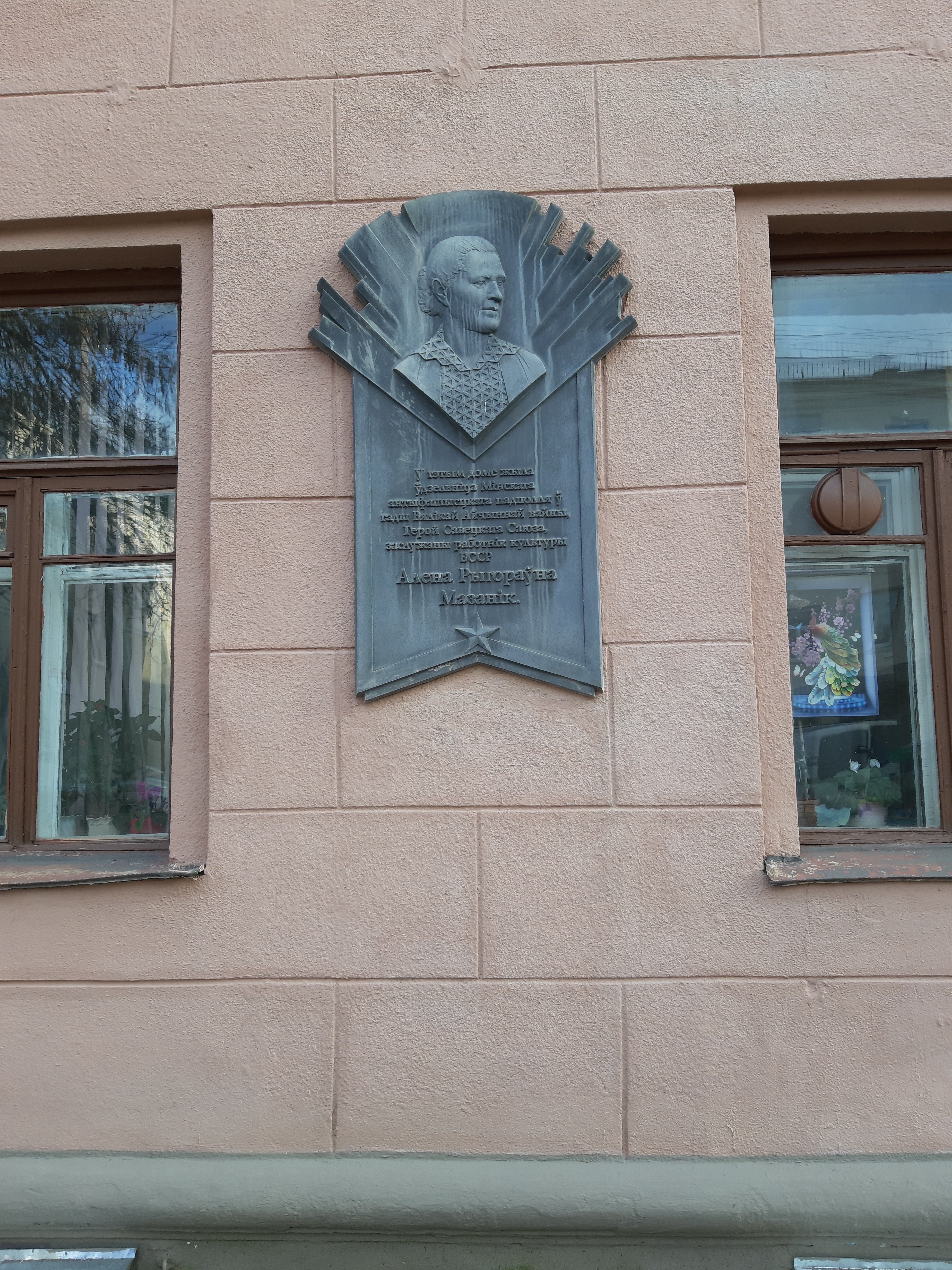
Denkmal in Minsk

Jelena Grigorjewna Masanik, belarussisch Алена Рыгораўна Мазанік, russisch Еле́на Григо́рьевна Маза́ник, (geboren am 2. März 1914 im Minskaja Woblasz; gestorben am 7. April 1996) war eine sowjetische Partisanin und Widerstandskämpferin gegen den Nationalsozialismus in Belarus.

## Leben
Jelena Masaniks Eltern waren Bauern. Nach dem Schulbesuch arbeitete sie ab 1931 als Kellnerin. Sie heiratete einen beim Innenministerium der UdSSR (NKWD) angestellten Chauffeur, mit dem sie drei Kinder hatte. Nach dem deutschen Angriff auf die Sowjetunion arbeitete sie in Minsk in einem Kasino für deutsche Offiziere.
Im Juni 1943 wurde sie zur Arbeit als Dienstbotin bei Wilhelm Kube verpflichtet. Kube war Ziel von Attentatsplänen von Partisanen; zwölf verschiedene Partisaneneinheiten waren mit der Aufgabe betraut worden. Bei einem Bombenanschlag in einem Minsker Theater am 22. Juli 1943 starben etwa 70 deutsche Soldaten, Kube allerdings hatte das Theater vor der Detonation schon verlassen. Bei einem weiteren Anschlag am 6. September 1943 wurden 36 Offiziere und Beamte getötet, Kube war an diesem Tag aber nicht anwesend.
Am 8. August 1943 stellte Tatjana Kalita, die auch als Dienstbotin für Kube arbeitete, Masanik den Mitgliedern einer Partisaneneinheit vor, die mit der Tötung Kubes beauftragt war. Masanik erklärte sich bereit, einen Anschlag auf Kube zu verüben. Die Partisanin Maria Ossipowa versorgte Masanik mit Sprengstoff; in der Nacht zum 21. September 1943 bauten Masanik und ihre Schwester die Bombe so zusammen, dass sie 24 Stunden später explodieren würde. Am Morgen des 22. September 1943 ging sie, mit der Bombe in ihrer Handtasche, zur Arbeit. Wie geplant verließ ihre Schwester währenddessen mit der Familie Minsk, um sie vor Vergeltungsmaßnahmen zu schützen. Nachdem Kube und seine Frau mit den Kindern das Haus verlassen hatten, legte Masanik die Bombe unter das Bett des Ehepaars Kube und verließ anschließend deren Villa. Die Bombe explodierte am 22. September 1943 um 1:20 Uhr und tötete Kube; seine schwangere Frau hatte in einem anderen Bett geschlafen. Bei einer als Vergeltung propagierten Strafaktion durch die deutschen Besatzer starben mehr als 1000 Menschen; sie wurden in Minsk erschossen und in einem von ihnen selbst gegrabenen Massengrab verscharrt.
Am 12. Oktober 1943 wurden Masanik und weitere Verschwörer nach Moskau geflogen, wo sie in der Lubjanka verhört wurden. Am 29. Oktober 1943 wurde sie als Held der Sowjetunion ausgezeichnet wie auch die am Kube-Anschlag Beteiligte Nadeschda Trojan.

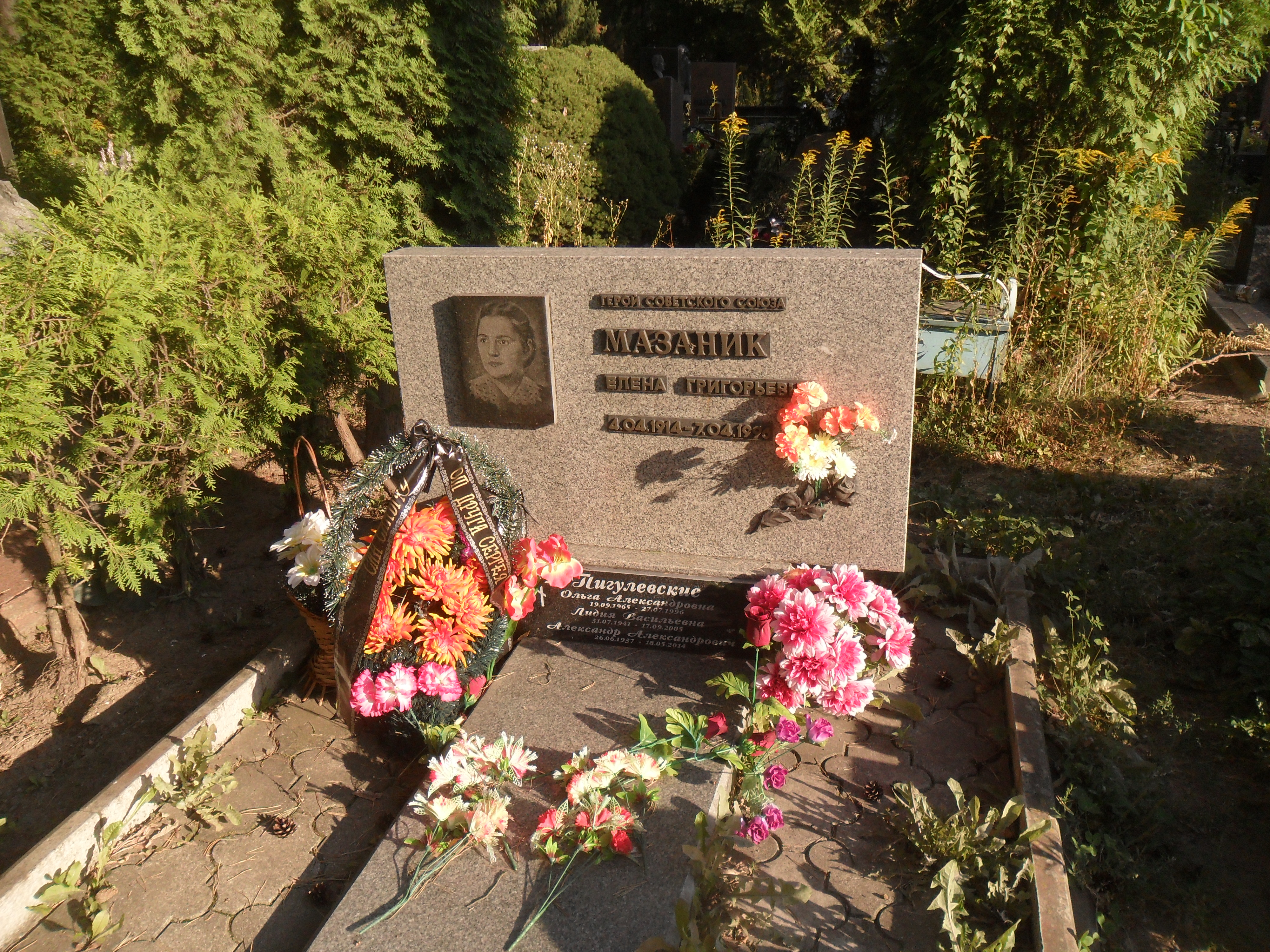
Grabstätte in Minsk

Masanik wurde 1946 Mitglied der KPdSU. Im Jahr 1952 schloss sie ein Studium am Minsker Pädagogischen Institut ab und wurde anschließend stellvertretende Direktorin der Hauptbibliothek der Nationalen Akademie der Wissenschaften von Belarus. Sie starb im Jahr 1996.

## Auszeichnungen
- Held der Sowjetunion, 1943
- Leninorden, 1943